# Videocomunicado
En relaciones públicas, un videocomunicado (B-roll o Video News Release en inglés) es aquel vídeo que una organización produce y distribuye a las televisiones con el objetivo de conseguir cobertura mediática. Contiene imágenes con cortes directos, minutados minuciosamente y sin música montada, pensados para facilitar la labor del editor de televisión. Cuando se trata exclusivamente de audio para su utilización por las radios se le denomina radiocomunicado.
- Datos: Q6161749